# Songs in A Minor
Albums de Alicia Keys
The Diary of Alicia Keys
(2003)
Singles
Songs in A Minor est le 1er album studio d'Alicia Keys sorti aux États-Unis en juin 2001. L'album s'est vendu à 12 millions d'exemplaires dans le monde et lui a fait remporter 5 Grammy Awards en 2002.

## Liste des titres
| No  | Titre                           | Auteur                                | Durée |
| --- | ------------------------------- | ------------------------------------- | ----- |
| 1.  | Piano & I                       | Alicia Keys                           | 1:52  |
| 2.  | Girlfriend                      | Keys, Jermaine Dupri, Joshua Thompson | 3:34  |
| 3.  | How Come You Don't Call Me      | Prince                                | 3:57  |
| 4.  | Fallin'                         | Keys                                  | 3:29  |
| 5.  | Troubles                        | Keys, Kerry Brothers Jr.              | 4:28  |
| 6.  | Rock With U                     | Keys, Smith Taneisha, Brothers        | 5:36  |
| 7.  | A Woman's Worth                 | Keys, Erika Rose                      | 5:02  |
| 8.  | Jane Doe                        | Keys, Kandi Burruss                   | 3:48  |
| 9.  | Goodbye                         | Keys                                  | 4:20  |
| 10. | The Life                        | Keys, Smith, Brothers                 | 5:25  |
| 11. | Mr. Man (Feat. Jimmy Cozier)    | Keys, Jimmy Cozier                    | 4:09  |
| 12. | Never Felt This Way (Interlude) | Brian McKnight                        | 2:01  |
| 13. | Butterflyz                      | Keys                                  | 4:08  |
| 14. | Why Do I Feel So Sad            | Keys, Warryn Campbell                 | 4:25  |
| 15. | Caged Bird                      | Keys                                  | 3:02  |
| 16. | Lovin U (Track caché)           | Keys                                  | 3:49  |

Édition japonaise
1. Rear View Mirror (Keys, Brothers, L. Green, Rodney Jerkins, Fred Jerkins III, LaShawn Daniels) – 4:06
2. Fallin' (remix version longue featuring Busta Rhymes & Rampage) – 4:18
3. A Woman's Worth (Remix version radio) – 4:24

Édition britannique
1. Fallin' (Remix featuring Busta Rhymes & Rampage) – 4:15
2. A Woman's Worth (Remix)/Lovin' You (titre caché) – 10:38

### Remixed & Unplugged in A Minor
Le 22 octobre 2002, J Records commercialise un album de remix. Il contient également des performances enregistrées lors d'un concert le 10 août 2002 à la KeyArena de Seattle.
| 1.    | Girlfriend (KrucialKeys Sista Girl Mix)                             | Keys, Dupri, Thompson                                        | 3:27 |
| 2.    | Gangsta Lovin' (Eve featuring Alicia Keys)                          | Alisa Yarbrough, Jonah Ellis, Lonnie Simmons                 | 3:59 |
| 3.    | Fallin' (Remix featuring Busta Rhymes & Rampage)                    | Keys                                                         | 3:56 |
| 4.    | A Woman's Worth (Remix)                                             | Keys, Rose                                                   | 3:20 |
| 5.    | Butterflyz (Roger's Release Mix)                                    | Keys                                                         | 3:54 |
| 6.    | Troubles (J-Jay & Chris Lum Bootleg Mix)                            | Keys, Brothers                                               | 4:24 |
| 7.    | How Come You Don't Call Me (Neptunes Remix)                         | Prince                                                       | 4:23 |
| 8.    | Fallin' (Ali Version)                                               | Keys                                                         | 4:30 |
| 9.    | Moonlight Sonata/L'Interludio, Ambivalente/Ain't Misbehavin' (Live) | Beethoven, Ray Chew, Harry Brooks, Andy Razaf, Thomas Waller | 2:22 |
| 10.   | Goodbye (Live)                                                      | Keys                                                         | 2:49 |
| 11.   | Never Felt This Way (Live)                                          | McKnight, Brandon Barnes                                     | 1:45 |
| 12.   | Butterflyz (Live)                                                   | Keys                                                         | 0:52 |
| 13.   | Caged Bird (Live)                                                   | Keys                                                         | 2:03 |
| 14.   | I Got a Little Something for You (Live)                             | Keys                                                         | 1:45 |
| 15.   | Someday We'll All Be Free (Live)                                    | Donny Hathaway, Edward Howard                                | 6:24 |
| 49:49 |                                                                     |                                                              |      |

### Édition10eanniversaire
Le 28 juin 2011, J Records réédite l'album avec une 10th Anniversary Edition, avec un disque contenant l'album « normal » et un second disque avec des remixes, versions alternatives, versions live. Une édition collector comprend en plus un DVD.

#### Édition Deluxe (2CD)
| Disque 1 – album original | Disque 1 – album original | Disque 1 – album original | Disque 1 – album original | Disque 1 – album original | Disque 1 – album original | Disque 1 – album original | Disque 1 – album original | Disque 1 – album original | Disque 1 – album original |
| No                        | Titre                     | Durée                     |                           |                           |                           |                           |                           |                           |                           |
| ------------------------- | ------------------------- | ------------------------- | ------------------------- | ------------------------- | ------------------------- | ------------------------- | ------------------------- | ------------------------- | ------------------------- |
| 63:04                     |                           |                           |                           |                           |                           |                           |                           |                           |                           |

| 1. | A Woman's Worth (Remix featuring Nas)                                                                            | 4:28 |
| 2. | Juiciest (Mixtape Version)                                                                                       | 3:03 |
| 3. | If I Was Your Woman (Démo inédite « Original Funky »)                                                            | 2:59 |
| 4. | Fallin' (Version pour le film Ali)                                                                               | 4:26 |
| 5. | Typewriter (Jamais commercialisée)                                                                               | 3:12 |
| 6. | Butterflyz (The Drumline Mix)                                                                                    | 3:47 |
| 7. | A Harlem Love Story (Fallin’/ A Woman’s Worth) (Version « améliorée » avec une nouvelle narration d'Alicia Keys) |      |

#### Édition Collector (2CD/1DVD)
| Disque 1 – album original | Disque 1 – album original | Disque 1 – album original | Disque 1 – album original | Disque 1 – album original | Disque 1 – album original | Disque 1 – album original | Disque 1 – album original | Disque 1 – album original | Disque 1 – album original |
| No                        | Titre                     | Durée                     |                           |                           |                           |                           |                           |                           |                           |
| ------------------------- | ------------------------- | ------------------------- | ------------------------- | ------------------------- | ------------------------- | ------------------------- | ------------------------- | ------------------------- | ------------------------- |
| 63:04                     |                           |                           |                           |                           |                           |                           |                           |                           |                           |

| 1.  | A Woman's Worth (Remix featuring Nas)                                                     | 4:28 |
| 2.  | Juiciest (Mixtape Version)                                                                | 3:03 |
| 3.  | If I Was Your Woman (Démo inédite « Original Funky »)                                     | 2:59 |
| 4.  | Ghettoman (Jamais commercialisée)                                                         | 4:17 |
| 5.  | Fallin' (Version pour le film Ali)                                                        | 4:26 |
| 6.  | Typewriter (Jamais commercialisée)                                                        | 3:12 |
| 7.  | Butterflyz (The Drumline Mix)                                                             | 3:47 |
| 8.  | I Won't (Crazy World) (Jamais commercialisée)                                             | 3:43 |
| 9.  | Girlfriend (KrucialKeys Sista Girl Mix – The UK Video Remix Edit) (Jamais commercialisée) | 3:51 |
| 10. | I Got A Little Something (Live In Seattle)                                                | 1:42 |
| 11. | Piano Mashup (Live In Seattle)                                                            | 2:04 |
| 12. | Light My Fire (Live à Seattle)                                                            | 3:27 |

| 1. | Songs in A Minor (documentaire)                   | 45:37 |
| 2. | A Harlem Love Story (Fallin' / A Woman's Worth)   | 10:04 |
| 3. | Girlfriend (vidéo promotionnelle)                 | 3:59  |
| 4. | How Come You Don't Call Me (vidéo promotionnelle) | 4:34  |

## Personnel

### Musiciens
| - Alicia Keys – chants, piano, claviers - A & C Productions – cordes - Arden Altino – clavier - Miri Ben-Ari – violon, claviers, cordes - Kandi Burruss – chœurs - Cato – guitare concept - Brian Cox – clavier - Gerald "G" Flowers – guitare - Reggie Flowers – fills - Vic Flowers – basse - Richie Good – basse, contrebasse | - Paul L. Green – chœurs - Andricka Hall – chœurs - Isaac Hayes – rhodes - Norman Hedman – percussions - Rufus Jackson – basse - Brian McKnight – instrumentation - Cindy Mizelle – chœurs - John Peters – orgue - Tammy Saunders – chœurs - Tim Shider – basse, basse concept - Arty White – guitare |

### Production
| - Alicia Keys – producteur, Producteur délégué, arrangement, - Allie – Directeur de la création, Directeur artistique - Arden Altino – producteur - Miri Ben-Ari – producteur - Kerry Brothers, Jr. – producteur, digital programmation, ingénieur, production concept - Gerry Brown – ingénieur du son, mixage - Kandi Burruss – producteur, arrangement - Ralph Cacciuri – ingénieur du son - Jimmy Cozier – producteur - Clive Davis – producteur exécutif - Jermaine Dupri – producteur - Tony Duran – Photographie - Peter Edge – producteur exécutif - Russell Elevado – mixage - Brian Frye – ingénieur du son | - Isaac Hayes – arrangements (flûte et cordes) - Ricky St. Hillaire – ingénieur du son - Acar Key – ingénieur du son - Manny Marroquin – mixage - Tony Maserati – mixage - Brian McKnight – producteur - Anthony Nance – programmation batterie - Nowhere – design, logo design - Herb Powers, Jr. – Mastering - Jeff Robinson – producteur exécutif, agent manager - Mary Ann Souza – assistant ingénieur - Phil Tan – mixage - Dionne Webb – Coiffeur - Patti Wilson – Styliste - Kela Wong – Maquillage - Chris Wood – ingénieur du son |